# オトナの社会科見学
『オトナの社会科見学』（おとなのしゃかいかけんがく）は、日本テレビで、2007年4月7日土曜日13:30-14:55（関東地区）で、『サタデーバリューフィーバー』の枠で放送した。

## 内容
- 女性芸能人が、セーラー服に扮し、いろんな場所を見て回るまさに学校の社会見学スタイルを取り入れた番組。前半は、神奈川県の三崎でマグロ市場や工場を、後半は、東京の老舗百貨店松屋銀座を見学した。途中三崎では、マグロに関するクイズを正解したら、マグロのキーホルダーが貰える。銀座では、松屋のデパ地下の人気店ベスト10のメニューを賭けて、副担任とジャンケンし、勝ったチームが食べられるゲーム企画や、VTRで紹介する工場見学（コアラのマーチや、パンスト工場）等があった。

## 出演者

### MC
- 田村淳（担任・ロンドンブーツ1号2号）
- 賀集利樹（副担任）

### 生徒
- 浅香光代（三崎・銀座）
- 杉田かおる（同上）
- 松本伊代（同上）
- 西川史子（三崎のみ）
- 大林素子（銀座のみ）
- 北斗晶（同上）

## スタッフ
- ナレーター：由紀さおり
- 構成：小野高義、桜井慎一
- TM：江村多加司
- CAM：元木宏、久保田雅文、安田朗
- AUD：大塚勉、高梨友理江
- 美術プロデューサー：高野豊
- 小道具：高野泰人
- 持道具：吉田美樹
- 衣裳：有賀由香里
- メイク：吉澤由美子
- 美術協力：日テレアート
- 技術協力：八峯テレビ、麻布プラザ
- 編集：廣川良一（麻布プラザ）
- MA：伊藤敬一（麻布プラザ）
- 音効：森山顕仁
- TK：南田めぐみ
- 撮影協力：春日部観光バス、松屋銀座
- 編成：中川武文
- デスク：呉羽あゆみ
- AP：橋本孔一、高橋利一郎
- ディレクター：福永勇樹
- 演出：山谷和隆 / 大澤宏一郎、大熊義紹
- プロデューサー：北條伸樹
- 企画・演出・プロデュース：栗原甚
- チーフプロデューサー：菅賢治
- 制作協力：ジーヤマ
- 制作著作：日テレ

## 遅れネット・放送日
- ytv - 2007年4月28日土曜日 14:05 - 15:30